# Pagodakarfiol
A pagodakarfiol (Brassica oleracea var. botrytis) vagy romanesco brokkoli a keresztesvirágúak (Brassicales) rendjébe és a káposztafélék (Brassicaceae) családjába tartozó vadkáposzta (Brassica oleracea) egy termesztett változata. Sárgászöld színű, karfiolhoz hasonlító zöldség.

## Eredete
Nevének eredete a tizenhatodik századi Olaszországig vezethető vissza. A korabeli írásokban mint broccolo romanesco, azaz római brokkoli szerepel. A maga tornyos formájával a karfiolnál dekoratívabb zöldség és egy szép példája a fraktál jellegnek.

## Termesztése
Áprilistól július elejéig vethető azonban a legjobb május végétől a június végéig vetni és májustól júliusig ültethető. Az ültetési távolság 75 x 50 cm. Júliustól novemberig halványzöld színben szedhető.

## Fogyasztása
Salátaként vagy köretként főzve vagy párolva is fogyasztható. A karfiolnál és a brokkolinál keményebb, ezért nehezebben fő szét.

### Fordítás
- Ez a szócikk részben vagy egészben  a   Romanesco broccoli című angol Wikipédia-szócikk fordításán alapul.  Az eredeti cikk szerkesztőit annak laptörténete sorolja fel. Ez a jelzés csupán a megfogalmazás eredetét és a szerzői jogokat jelzi, nem szolgál a cikkben szereplő információk forrásmegjelöléseként.
- Ez a szócikk részben vagy egészben  a   Romanesco (groente) című holland Wikipédia-szócikk fordításán alapul.  Az eredeti cikk szerkesztőit annak laptörténete sorolja fel. Ez a jelzés csupán a megfogalmazás eredetét és a szerzői jogokat jelzi, nem szolgál a cikkben szereplő információk forrásmegjelöléseként.